# Дедерко
Дедерко (пол. Dederko) — древний русский (украинский) род герба Дедеркало, с приёмом католичества ополяченный и перебравшийся из родового имения на Волыни на территорию современной Беларуси.
Восходит к XVII веку. Яков Игнатий Дедерко (1751—1829) был первым епископом минским.
Род Дедерко внесён в VI часть родословных книг Виленской, Витебской и Минской губерний.